# Mühlburger Tor

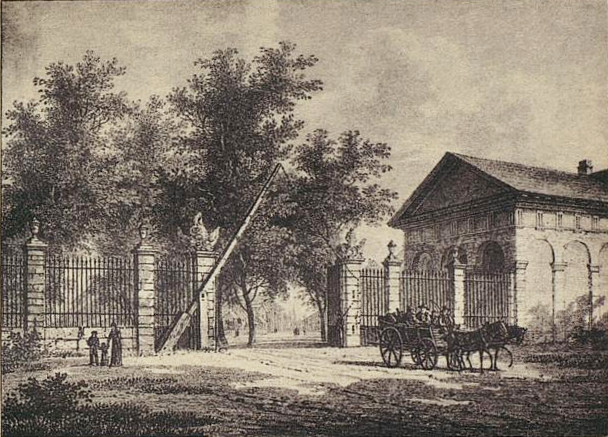
Mühlburger Tor no século XIX

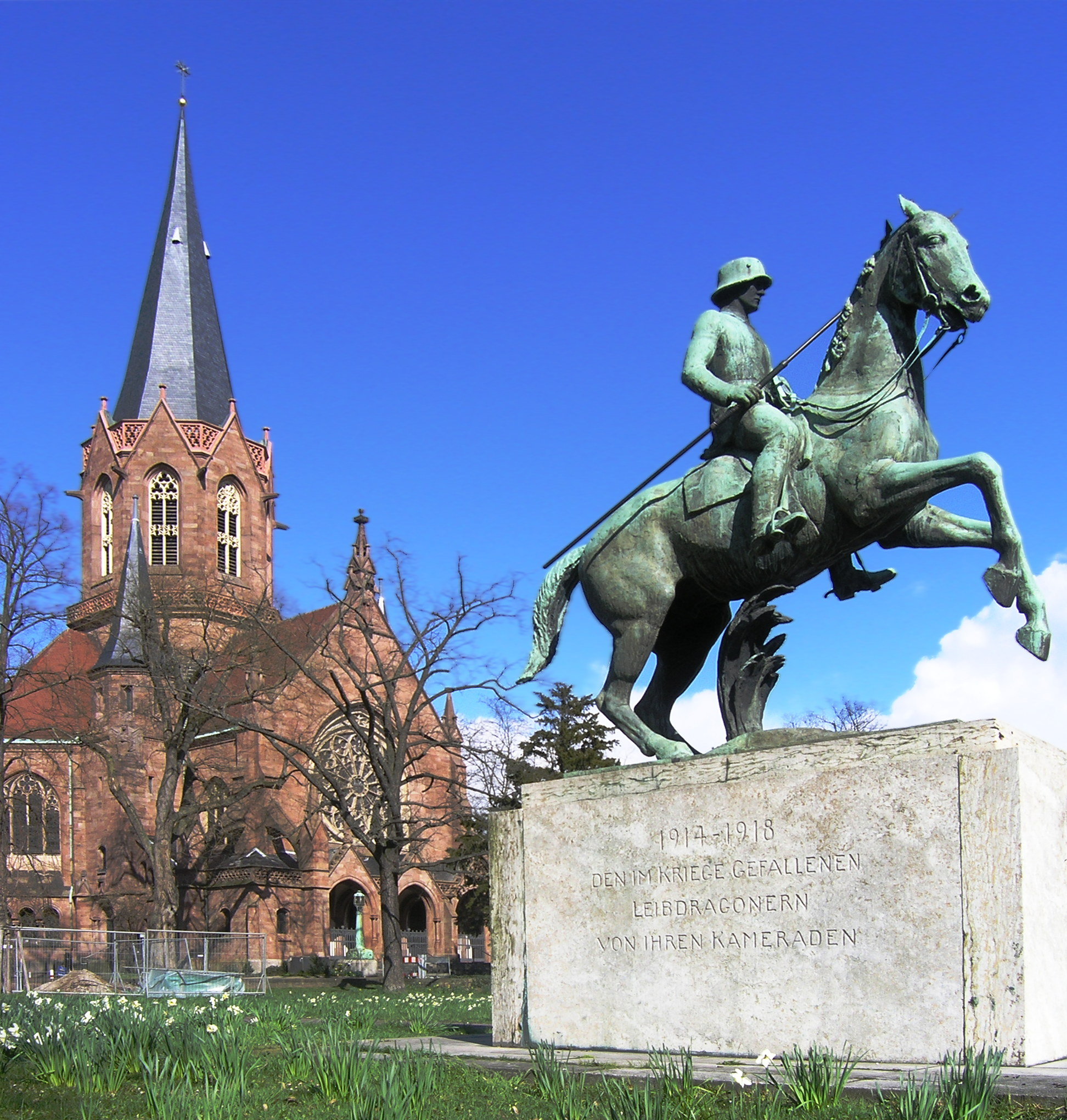
Christuskirche e monumento na Mühlburger Tor

Mühlburger Tor é uma movimentada praça na Weststadt em Karlsruhe. Leva o nome de um dos seis antigos portões da cidade de Karlsruhe . O arquiteto deste portão foi Friedrich Weinbrenner, que também foi responsável pelo projeto da Ettlinger Tor.

## História

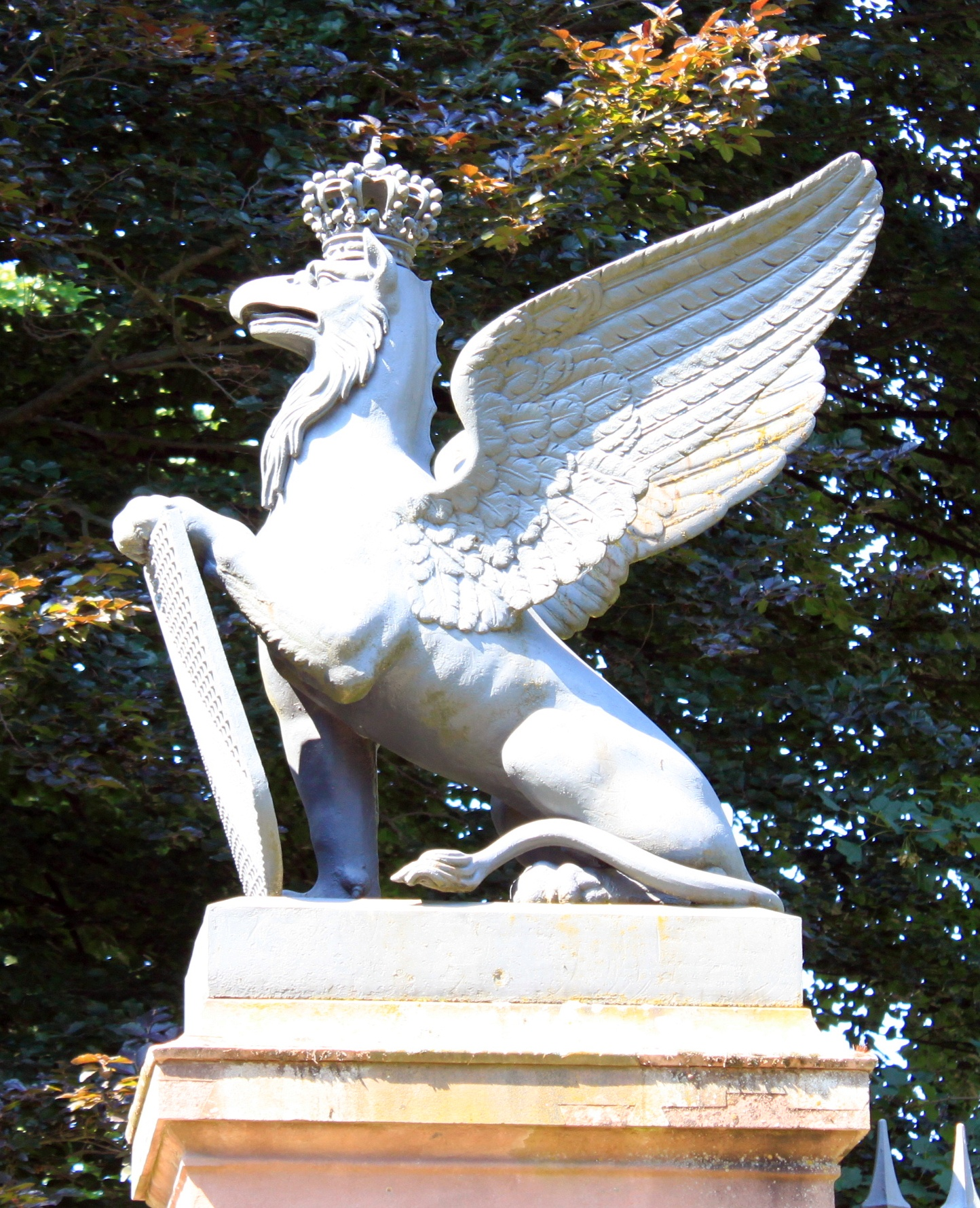
Uma das esculturas da antiga Mühlburger Tor

O Mühlburger Tor foi construído entre 1817 e 1821 e ficava no que era então a "Lange Strasse" (atual Kaiserstraße). Consistia em uma arcada e duas guaritas classicistas. O portão marcava a fronteira oeste de Karlsruhe com a cidade vizinha de Mühlburg, que agora é um distrito de Karlsruhe. O portão foi removido já em 1874, a fim de alargar o traçado da estrada naquela época durante as grandes renovações. Durante a Segunda Guerra Mundial a Mühlburger Tor foi totalmente destruída e não foi reconstruída depois. Os caixilhos do portão já tinham sido removidos e fazem parte do portão entre o jardim do palácio e o jardim botânico desde 1967. Sobre os pilares estão as esculturas marcantes de dois grifos, que eram símbolos da independência do Estado de Baden na época.